# واحة الأحساء
واحة الْأَحْسَاء؛ المعروفة أيضًا باسم الْحَسَاء أو هَجَر، هي منطقة تاريخية تقليدية في شرق المملكة العربية السعودية، تقع في محافظة الأحساء  وهي تشكل معظم المنطقة الشرقية . تقع الواحة على بعد حوالي 60 كلومتر (37 ميل) من ساحل الخليج العربي.
تُعد واحة الأحساء أكبر واحة في العالم، حيث تبلغ مساحتها حوالي 85.4 كلومتر مربع (33.0 ميلمتر مربع). تتوفر على أكثر من 2.5 مليون شجرة نخيل بما في ذلك نخيل التمر، التي تتغذى من طبقة مياه جوفية ضخمة ومروية من خلال تدفق أكثر من 280 بئرًا أرتوازيًا، مما يسمح بالزراعة على مدار السنة في منطقة صحراوية رملية.
الأحساء هي جزء من منطقة معروفة تاريخيًا بمهارتها العالية في الخياطة، وخاصةً في صناعة البشت، وهو عباءة رجالية تقليدية. تقع محافظة البحرين في شرق الجزيرة العربية، والتي تشمل الساحل الشرقي لشبه الجزيرة العربية وصولًا إلى حدود دولة الإمارات العربية المتحدة، عمان، وتشمل أيضًا جزيرة أوال (جزيرة البحرين). تاريخيًا، كانت الأحساء المدينة الرئيسية في محافظة البحرين، حيث كانت تشكل معظم سكان القاطنين فيها وتوفر معظم إنتاجها الزراعي.
وقد أصبح الموقع أحد مواقع التراث العالمي في عام 2018. كما أنها دخلت موسوعة غنيس للأرقام القياسية في 8 أكتوبر 2020 كأكبر واحة نخيل في العالم، بالإضافة إلى أنها جزء من شبكة المدن الإبداعية لليونسكو منذ ديسمبر 2015. وتُعدّ من أكبر واحات النخيل الطبيعية في العالم وخامس موقع سعودي ينضم إلى قائمة مواقع التراث العالمي الإنساني لليونسكو ، وفقًا لأحد المؤلفين، فإن واحة الأحساء والعين (في الإمارات العربية المتحدة، على الحدود مع عمان) هما الأهم في شبه الجزيرة العربية.

## أصل الكلمة
الأحساء هي كلمة الجمع التي تشير إلى الرمل المتراكم مع طبقة كتيمة تحتها. وهكذا عندما ينزل المطر، ستمتص المياه عبر الرمال، وتحميها من التبخر بواسطة الرمال، وتحتفظ بها الطبقة الأساسية، مكونة طبقة المياه الجوفية. ومن ثم، سيصبح الموقع عند الحفر مثل ربيع بارد حلو.

## التاريخ

### التاريخ القديم
كانت الأحساء مأهولة بالسكان منذ عصور ما قبل التاريخ ، بسبب وفرة المياه في منطقة. ظهرت ينابيع المياه العذبة الطبيعية في الواحات في المنطقة منذ آلاف السنين، مما شجع على السكن البشري والزراعية (خاصة زراعة النخيل) منذ عصور ما قبل التاريخ.[بحاجة لمصدر]

### العصر الإسلامي

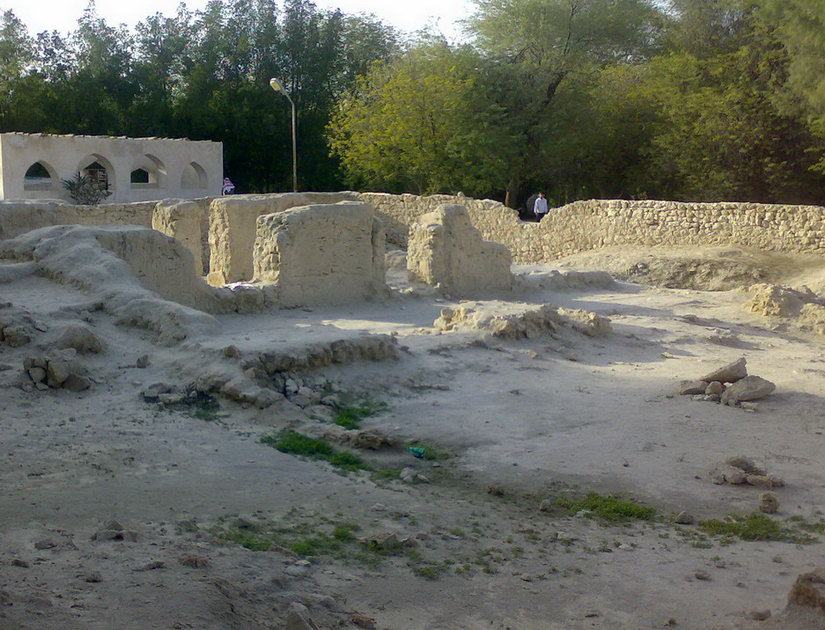
مسجد جواثا في الأحساء

وصلت الفتوحات الإسلامية إلى شرق الجزيرة العربية من قبل الخلافة الراشدة الناشئة خلال القرن السابع. وقد ورثها الأمويون والعباسيين فيما بعد.[بحاجة لمصدر] في عام 899م، كانت المنطقة تحت سيطرة القرامطي، أبو طاهر الجنابي، وأعلنت استقلالها عن الخلافة العباسية في بغداد. كانت عاصمتها المُؤمنة بالقرب من الهفوف الحديث. بحلول حوالي 1000 تقريبًا، أصبحت مدينة الأحساؤ تاسع أكبر مدينة في العالم يبلغ عدد سكانها 100،000 نسمة. في عام 1077، أطاح العيونيون بولاية القرامطة الأحساء.وقعت الأحساء بعد ذلك تحت حكم السلالة البحرانة العسوفيون، وتبعهم أقاربهم، الجبريون، الذين أصبحوا واحدة من أكثر القوى الهائلة في المنطقة، واستعادوا جزر البحرين من أمراء هرمز. وكان آخر حاكم جبري للبحرين مقرن بن زامل.n
في عام 1521، غزت الإمبراطورية البرتغالية جزر أوال (الجزر التي تضم البحرين الحاليًا) من قبل الحاكم الجابري مقرن بن زامل، الذي سقط بقوة في المعركة. كافح الجابريون للحفاظ على موقعهم في البر الرئيسي في مواجهة العثمانيين وحلفائهم القبليين (قبيلة المنتفق). في عام 1550، خضعت الأحساء والقطيف المجاورة لها تحت سيادة الإمبراطورية العثمانية في عهد السلطان سليمان الأول وكانت الأحساء اسميًا إيالة الأحساء في النظام الإداري العثماني، وكانت عادة تابعة الباب العالي. وخسر القطيف فيما بعد أمام البرتغاليين. [بحاجة لمصدر]
طُرد العثمانيين من الأحساء في عام 1670، وخضعت المنطقة لحكم زعماء قبيلة بنو خالد.
أُدمجت الأحساء مع القطيف، في إمارة الدرعية في عام 1795، لكنها عادت إلى السيطرة العثمانية في عام 1818 بعد الغزو الذي قام به محمد علي باشا. نُصّب بنو خالد مرة أخرى لحكم المنطقة، ولكن في عام 1830، استعادت إمارة نجد المنطقة.
تمت استعادة الحكم العثماني المباشر في عام 1871، ووضعت الأحساء في المرتبة الأولى تحت ولاية بغداد مع تقسيم بغداد بولاية البصرة في عام 1875. وفي عام 1913، ضم محمد بن سعود بن محمد بن مقرن، مؤسس المملكة العربية السعودية الحديثة، الأحساء والقطيف إلى مجاله نجد.

### استقلال السعودية
في 2 ديسمبر 1922، أبلغ بيرسي كوكس أمير الكويت الشيخ أحمد الصباح رسمياً بأن حدود الكويت قد عُدلت. في وقت سابق من ذلك العام، التقى الرائد جون مور ممثل بريطانا في الكويت، مع ابن سعود من المملكة العربية السعودية لتسوية مسألة الحدود بين الكويت و نجد. وكانت نتيجة الاجتماع بروتوكول العقير لعام 1922، الذي اعترفت فيه بريطانيا بسيادة ابن سعود على الأراضي التي يطالب بها أمير الكويت.
وقد أصبحت الأحساء تحت سيطرة دولة آل سعود الثالثة بعد أن تم أخدها من العثمانيين في عام 1913، مما جعلها تسيطر على ساحل الخليج العربي ومنه جاءت احتياطيات النفط الهائلة في المملكة العربية السعودية.
مؤخراً، رُشحت واحة الأحساء كواحدة من عجائب الدنيا السبع.[بحاجة لمصدر]

## جغرافية الواحة
الواحة سهل خصب محصور بين شاطئ الخليج العربي وصحراء الدهناء والصمان، وتشمل مساحات واسعة مزروعة بأشجار النخيل وبعض الحمضيات والخضراوات فهي أراض زراعية منبسطة ترتفع عن سطح البحر ما بين 120 و160م مع انحدار بسيط من الغرب إلى الشرق. تمتاز الواحة بمياهها الجوفية، كما أنها تنتمي إلى منطقة الأحساء والتي تعد من المناطق المدارية الجافة، حيث تنقسم السنة إلى فصلين، أحدهما صيف طويل يستمر خمسة أشهر من السنة، والآخر شتاء يتراوح بين البرودة والاعتدال، ولا يزيد الربيع والخريف عن بضعة أيام تندمج في مناخ الفصل الرئيسي الذي يليه. تهطل الأمطار في الواحة بمتوسط يتراوح بين 50 و100 ملم.

## المياه
تتوفر الينابيع المتدفقة طبيعياً في واحة الأحساء عن طريق تكوين النيوجين في معظمها، وهي مياه قادمة من الجهة الغربية والجنوبية الغربية، كما يكمن سبب تجمع المياه في الواحة بالذات بسبب إحاطة صدع الغوار بالواحة بشكل هلالي بحيث يبدأ من الجنوب الغربي ابتداءً من جبل الخرماء جنوب الواحة بحوالي 20 كيلومتر، ثم يتجه شمالاً مع انحراف قليل للشرق ثم يتجه شمالاً مع انحراف قليل للغرب إلى أن ينتهي شمالاً عند بالدلاليس على بعد 20 كيلو متر من الواحة. أما ينابيع الأحساء الشهيرة في تقع في منطقة محدودة وشريط متتابع من الجهة الغربية للواحة حيث يبدأ من الجنوب الشرقي مجموعة عين برابر (وتشمل: اللويمي، أم الخيس، بهجة، ثعلبثة، أم الليف، المشيطية وغيرها) ثم يتجه غرباً ليضم (عين الخدود، وأم جمل، والحقل) ثم يتجه شمالاً ليضم (عين باهلة، والجوهرية)، ثم يخرج من الواحة بالاتجاه الشمالي الغربي ليحتضن مجموعة (عين الحارة، ومنصور، وأم سبعة، والحويرات).

## الزراعة
بناءً على إحصاءات وزارة البيئة والمياه والزراعة (السعودية) المنشور عام 2011، بلغ عدد الحيازات الزراعية في الواحة أكثر من 25 ألف حيازة تنتشر في مساحة جغرافية تقدر بحوالي 16 ألف هكتار (160 كيلو متر)، يتجاوز فيها عدد النخيل مليوني نخلة يقدر إنتاجها السنوي بما يزيد عن 100 ألف طن من التمور. كما ينتشر في الواحة زراعة الفواكه جنبًا إلى جنب مع زراعة التمور والتي تقدر بحوالي 400 ألف شجرة فاكهه يبلغ إنتاجها السنوي 13 ألف طن، أما المحاصيل الزراعية الأخرى فتستحوذ على ما مساحتها 1.800 هكتار.

## الاقتصاد
تاريخيًا كانت الأحساء واحدة من المناطق القليلة في شبه الجزيرة العربية التي تزرع الأرز. في عام 1938, تم اكتشاف رواسب بترولية بالقرب من الدمام, مما أدى إلى التحديث السريع للمنطقة. بحلول أوائل الستينيات, وصلت مستويات الإنتاج إلى مليون برميل (160.000 متر مكعب) يوميًا. اليوم، الأحساء تبتلع أكبر حقل نفط تقليدي في العالم، حقل الغوار.
تشتهر الأحساء بأشجار النخيل ونخيل التمر. تمتلك الأحساء أكثر من 2.5 مليون نخلة تنتج أكثر من 100 ألف طن من التمور كل عام.

## المواقع السياحية
الينابيع
يتراوح عدد الينابيع ومصادر المياه العذبة في واحة الأحساء بين 60 و70 يونبوعًا مثل تلك الموجودة في أومسابا والحارة والخدود.
الآثار
واحة الأجياء مليئة بالعديد من المواقع الأثرية التي تشهد على أهمية المنطقة.
معالم

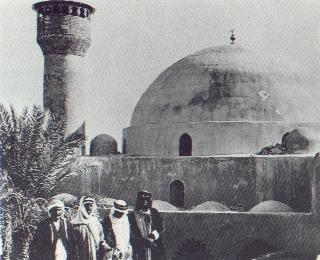
قصر إبراهيم، بُني عام 1556.

حُدد 12 موقعًا على أنه المشهد الثقافي لواحة الأحساء (موقع التراث العالمي):
1. الواحة الشرقية
2. الواحة الشمالية
3. السِيف
4. سوق القيصرية
5. قصر خزام
6. قصر صاهود
7. قصر ابراهيم
8. موقع جواثا الأثري
9. مسجد جواثا
10. قرية العيون
11. عين قناص الأثري
12. بحيرة الأصفر

## موقع تراث عالمي

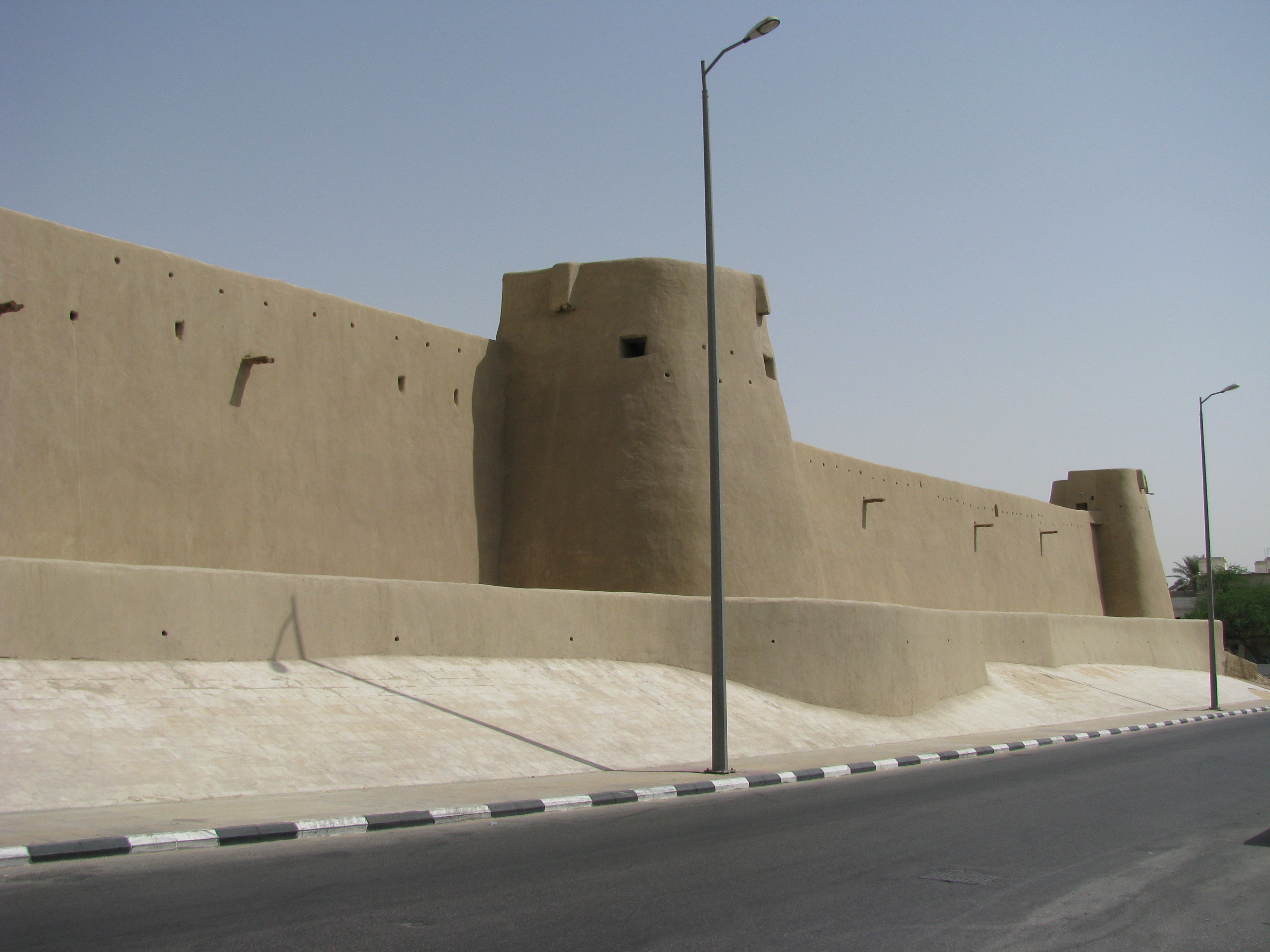
قصر صاهود

تم تسجيل واحة الأحساء من قبل منظمة اليونسكو كأحد مواقع التراث العالمي في فرع التراث الثقافي، وذلك في الاجتماع الذي عقدته لجنة التراث العالمي في منظمة اليونسكو في دورتها الـ 42، والتي عقدت في مدينة المنامة عاصمة مملكة البحرين، في الفترة من 28 يونيو حتى 2 يوليو 2018. يشتمل الموقع على عدة معالم وهي مسجد جواثى، وقصر إبراهيم، وقصر صاهود، وقصر محيرس، وقصر أبو جلال، وميناء العقير، وجبل قارَة، وسوق القيصرية.

## المناخ
تتمتع الأحساء بمناخ صحراوي حار (تصنيف كوبن للمناخ: BWh), مع صيف طويل وحار للغاية وشتاء قصير ومعتدل للغاية. يبلغ معدل هطول الأمطار السنوي في الواحة 83.3 ملم (3.28 بوصة)، ولكنها تتلقى كمية قليلة من الأمطار في الشتاء والربيع.
| البيانات المناخية لـAl Ahsa (1985–2010) | البيانات المناخية لـAl Ahsa (1985–2010) | البيانات المناخية لـAl Ahsa (1985–2010) | البيانات المناخية لـAl Ahsa (1985–2010) | البيانات المناخية لـAl Ahsa (1985–2010) | البيانات المناخية لـAl Ahsa (1985–2010) | البيانات المناخية لـAl Ahsa (1985–2010) | البيانات المناخية لـAl Ahsa (1985–2010) | البيانات المناخية لـAl Ahsa (1985–2010) | البيانات المناخية لـAl Ahsa (1985–2010) | البيانات المناخية لـAl Ahsa (1985–2010) | البيانات المناخية لـAl Ahsa (1985–2010) | البيانات المناخية لـAl Ahsa (1985–2010) | البيانات المناخية لـAl Ahsa (1985–2010) |
| الشهر                                   | يناير                                   | فبراير                                  | مارس                                    | أبريل                                   | مايو                                    | يونيو                                   | يوليو                                   | أغسطس                                   | سبتمبر                                  | أكتوبر                                  | نوفمبر                                  | ديسمبر                                  | المعدل السنوي                           |
| --------------------------------------- | --------------------------------------- | --------------------------------------- | --------------------------------------- | --------------------------------------- | --------------------------------------- | --------------------------------------- | --------------------------------------- | --------------------------------------- | --------------------------------------- | --------------------------------------- | --------------------------------------- | --------------------------------------- | --------------------------------------- |
| الدرجة القصوى °م (°ف)                   | 32.7 (90.9)                             | 37.8 (100.0)                            | 41.2 (106.2)                            | 45.0 (113.0)                            | 49.0 (120.2)                            | 50.6 (123.1)                            | 50.8 (123.4)                            | 49.7 (121.5)                            | 48.0 (118.4)                            | 45.6 (114.1)                            | 45.8 (114.4)                            | 32.5 (90.5)                             | 50.8 (123.4)                            |
| متوسط درجة الحرارة الكبرى °م (°ف)       | 21.2 (70.2)                             | 24.2 (75.6)                             | 28.9 (84.0)                             | 35.1 (95.2)                             | 41.5 (106.7)                            | 44.4 (111.9)                            | 45.7 (114.3)                            | 45.4 (113.7)                            | 42.3 (108.1)                            | 37.6 (99.7)                             | 29.9 (85.8)                             | 23.4 (74.1)                             | 35.0 (95.0)                             |
| المتوسط اليومي °م (°ف)                  | 14.7 (58.5)                             | 17.2 (63.0)                             | 21.5 (70.7)                             | 27.2 (81.0)                             | 33.3 (91.9)                             | 36.3 (97.3)                             | 37.8 (100.0)                            | 37.2 (99.0)                             | 33.8 (92.8)                             | 29.2 (84.6)                             | 22.4 (72.3)                             | 16.6 (61.9)                             | 27.3 (81.1)                             |
| متوسط درجة الحرارة الصغرى °م (°ف)       | 8.5 (47.3)                              | 10.6 (51.1)                             | 14.3 (57.7)                             | 19.6 (67.3)                             | 24.9 (76.8)                             | 27.6 (81.7)                             | 29.4 (84.9)                             | 28.9 (84.0)                             | 25.3 (77.5)                             | 21.1 (70.0)                             | 15.6 (60.1)                             | 10.5 (50.9)                             | 19.7 (67.5)                             |
| أدنى درجة حرارة °م (°ف)                 | −2.3 (27.9)                             | 1.0 (33.8)                              | 0.7 (33.3)                              | 7.3 (45.1)                              | 17.0 (62.6)                             | 18.3 (64.9)                             | 19.8 (67.6)                             | 19.7 (67.5)                             | 17.3 (63.1)                             | 13.0 (55.4)                             | 5.8 (42.4)                              | 0.8 (33.4)                              | −2.3 (27.9)                             |
| معدل هطول الأمطار مم (إنش)              | 15.0 (0.59)                             | 11.6 (0.46)                             | 16.2 (0.64)                             | 10.7 (0.42)                             | 2.1 (0.08)                              | 0.0 (0.0)                               | 0.0 (0.0)                               | 0.9 (0.04)                              | 0.0 (0.0)                               | 0.6 (0.02)                              | 5.1 (0.20)                              | 21.1 (0.83)                             | 83.3 (3.28)                             |
| متوسط أيام هطول الأمطار                 | 8.7                                     | 5.8                                     | 9.1                                     | 7.3                                     | 2.0                                     | 0.0                                     | 0.1                                     | 0.2                                     | 0.0                                     | 0.3                                     | 3.1                                     | 7.2                                     | 43.8                                    |
| متوسط الرطوبة النسبية (%)               | 55                                      | 49                                      | 44                                      | 38                                      | 27                                      | 22                                      | 23                                      | 30                                      | 33                                      | 39                                      | 47                                      | 56                                      | 39                                      |
| المصدر: Jeddah Regional Climate Center  |                                         |                                         |                                         |                                         |                                         |                                         |                                         |                                         |                                         |                                         |                                         |                                         |                                         |